# 米哈伊利夫
47°24′19″N 33°3′5″E / 47.40528°N 33.05139°E

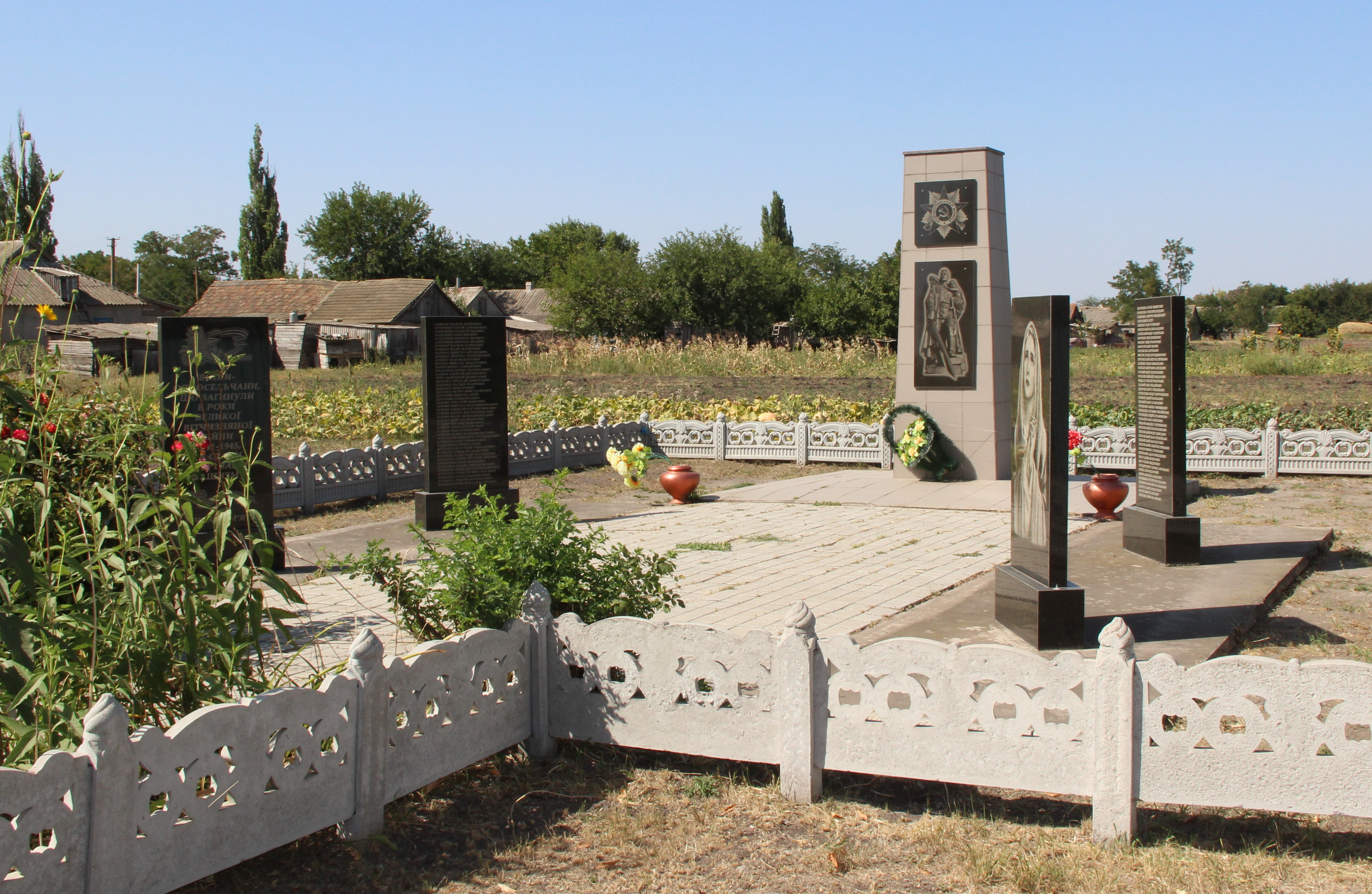
烈士纪念碑

米哈伊利夫（烏克蘭語：Михайлів），2024年9月前名为新卡盧哈（烏克蘭語：Нова Калуга），是位於烏克蘭南部的村莊，由赫爾松州貝里斯拉夫區的大亚历山德里夫卡市镇負責管轄。該村始建於1861年，面積0.69平方公里，海拔高度83米，2001年人口427，人口密度每平方公里617.1人。
2024年9月19日，乌克兰最高拉达将此村的名字改为米哈伊利夫。